# معصومه مرادی
معصومه مرادی سیاستمدار افغانستانی و والی/استاندار اسبق ولایت دایکندی در افغانستان بود. وی در سال ۲۰۱۵ از طرف اشرف غنی، رئیس‌جمهور افغانستان به این سمت منصوب شد. و پس از حبیبه سرابی دومین زن در تاریخ افغانستان است که به سمت والی رسیده است. او در دوران ماموریت خود کارهای بزرگی همچون تکمیل پروسه اداری ، ادغام ولسوالی های ناومیش از هلمند و پاتو از ارزگان به دایکندی ، تلاش برای پیدا کردن بودجه برای ساخت دهها مکتب و شفاخانه ، بیشترین تلاش برای مشارکت بیشتر زنان و مردم در پروسه حکومتداری خوب در سطح ولایت را انجام داد . او در سال ۲۰۱۷ بعد از ختم ماموریتش به عنوان مشاور ارشد ریاست اجرائیه و مشاور ارشد شورای عالی مصالحه تا سقوط دوره جمهوری مصروف وظیفه بود.

## زندگی‌نامه
معصومه مرادی از قوم هزاره است. وی مدرک لیسانس را در رشته مدیریت و برنامه‌ریزی آموزش از دانشگاه فردوسی مشهد در سال ۱۳۸۷، مدرک ماستری را در رشته مدیریت از دانشگاه پیام نور ایران  کسب نکرده‌است.

### فعالیت‌ها
- معاون یونت نظارت و ارزیابی کمیسیون مستقل انتخابات.[۳]
- مشاور جندر وزارت امور شهر سازی.[۳]
- استاد دانشگاه غرجستان و گوهرشاد.[۳]
- مشاور بانک جهانی در امور حکومت داری.[۳]
- رئیس موسسه جامعه سبز زنان افغانستان.[۳]
- مدیر عمومی لیسه‌های کاتب.[۳]
- رئیس مرکز علمی و تحقیقاتی فکور.[۳]
- رئیس انجمن دانشجویان افغانستان– ایران مشهد.[۳]
- آموزش گزارش‌نویسی و راپورنویسی از موسسه تحصیلات عالی تابش در کمیسیون مستقل انتخابات.[۳]
- آموزش پلان گذاری ازطرف بانک جهانی در کمیسیون انتخابات.[۳]
- آموزش رهبری و مدیریت از طرف موسسه امپرسیف.[۳]
- حکومت‌داری و نقش زنان در انکشاف ملی از از طرف کلپ رهبران آینده.[۳]
- آموزش پلان استراتژیک و پلان سازی از طرف وزارت امور زنان.[۳]
- رهبری زنان در حکومت‌ها از طرف وزارت امور زنان.[۳]